# Хондекутер, Гисберт де
Гисберт (Гейсберт) де Хондекутер (нидерл. Gijsbert d'Hondecoeter; 1604, Утрехт — 29 августа 1653, Утрехт) — голландский рисовальщик и живописец-анималист и пейзажист. Представитель большой семьи художников-анималистов, происходившей из Фландрии, многие члены которой эмигрировали в Голландию.

## Биография и творчество
Гисберт де Хондекутер родился в Утрехте, но вырос в Амстердаме. Он был сыном живописца Гиллиса де Хондекутера, а его сыном был живописец-анималист Мельхиор де Хондекутер. Гисберт, как и его отец Гиллис, а позднее и сын Мельхиор, увлекался изображением экзотических птиц, что характерно для Голландии XVII века. Но о его жизни известно крайне мало.
В 1629 году Гисберт де Хондекутер стал членом Гильдии Святого Луки в Утрехте, как и его двоюродный брат Гиллис. В 1632 году он женился на Марии Хюльстман, работал со своим зятем Яном Баптистом Вениксом, когда тот в 1647 году вернулся из Рима. После его смерти в 1653 году Веникс продолжил обучение его сына Мельхиора. 
Некоторые из произведений Гисберта де Хондекутера можно найти в Рейксмюсеуме Амстердама. В Санкт-Петербургском Эрмитаже имеется его картина «Скалистый пейзаж с фигурами».

## Галерея

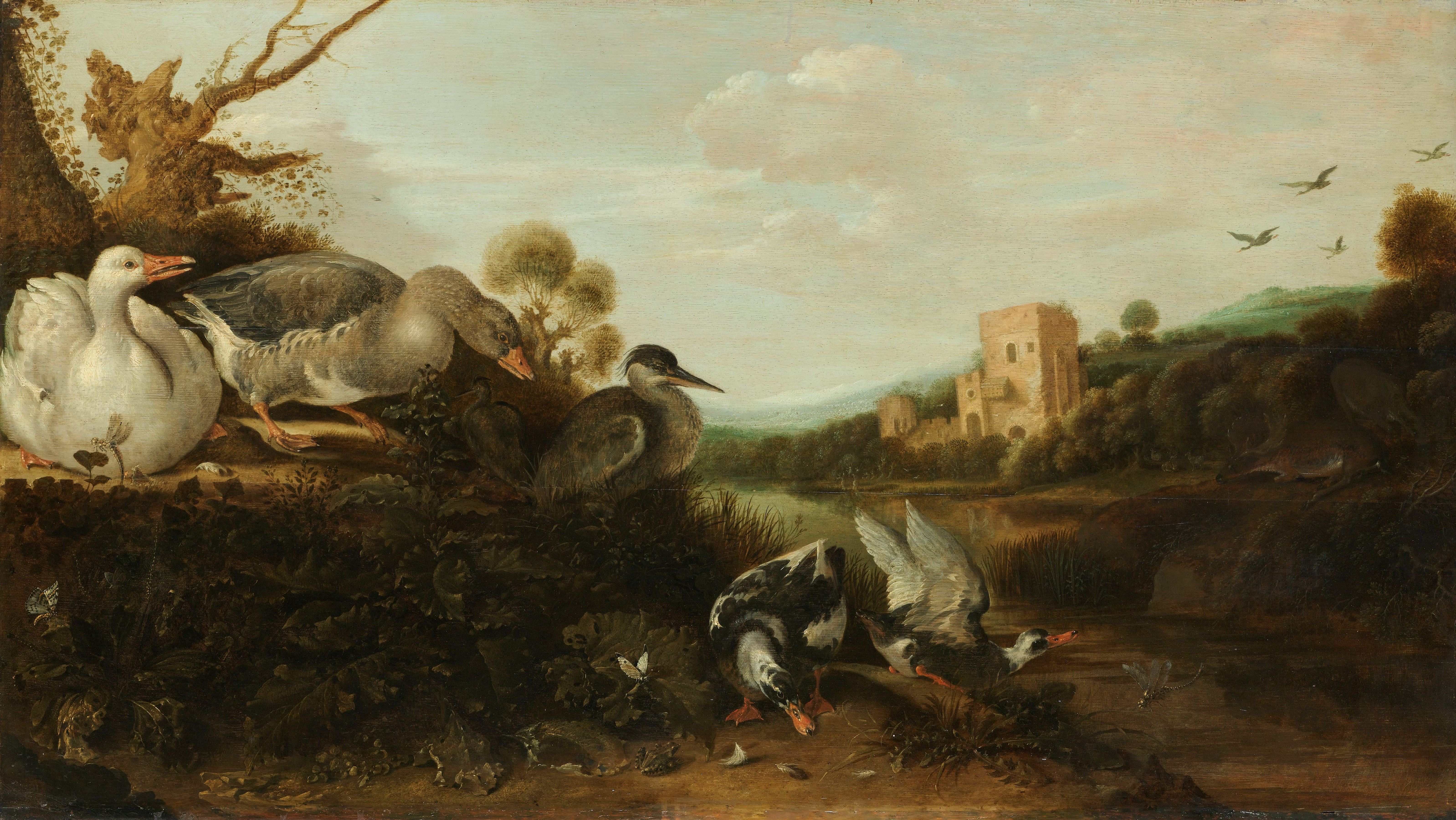
Водяные птицы. 1652. Дерево, масло. Рейксмюсеум, Амстердам
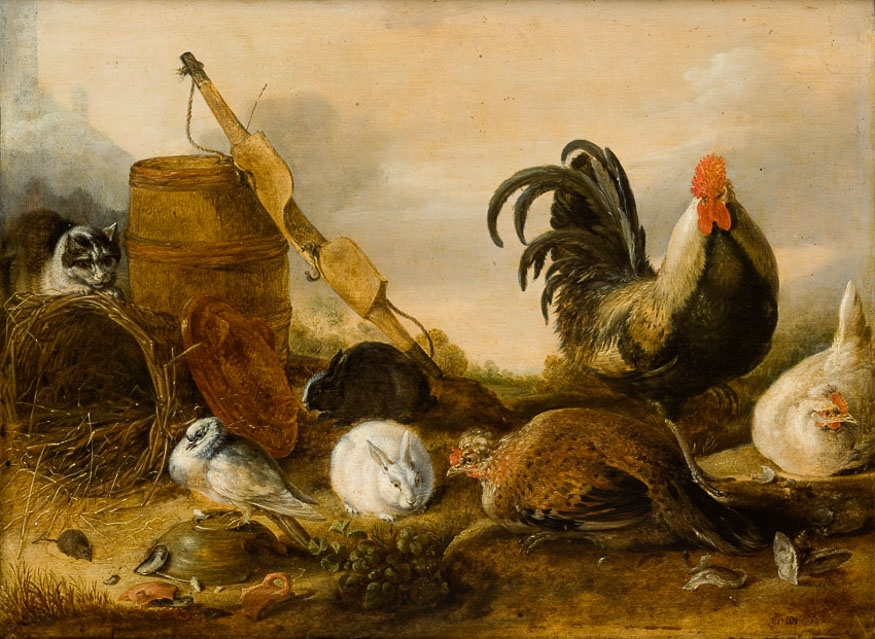
Животные во дворе. 1632. Дерево, масло. Национальный музей, Краков
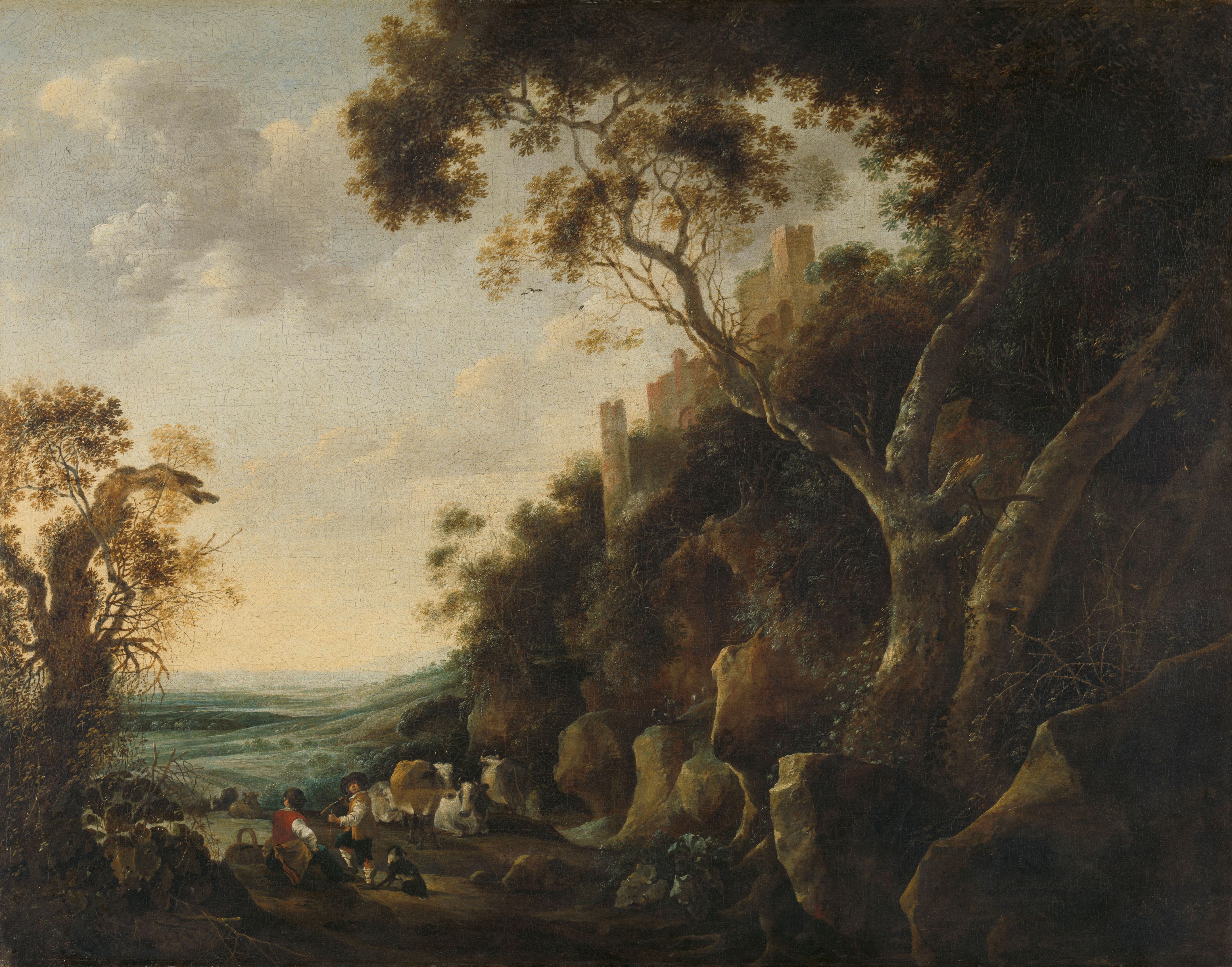
Пейзаж с пастухами. 1652. Холст, масло. Рейксмюсеум, Амстердам
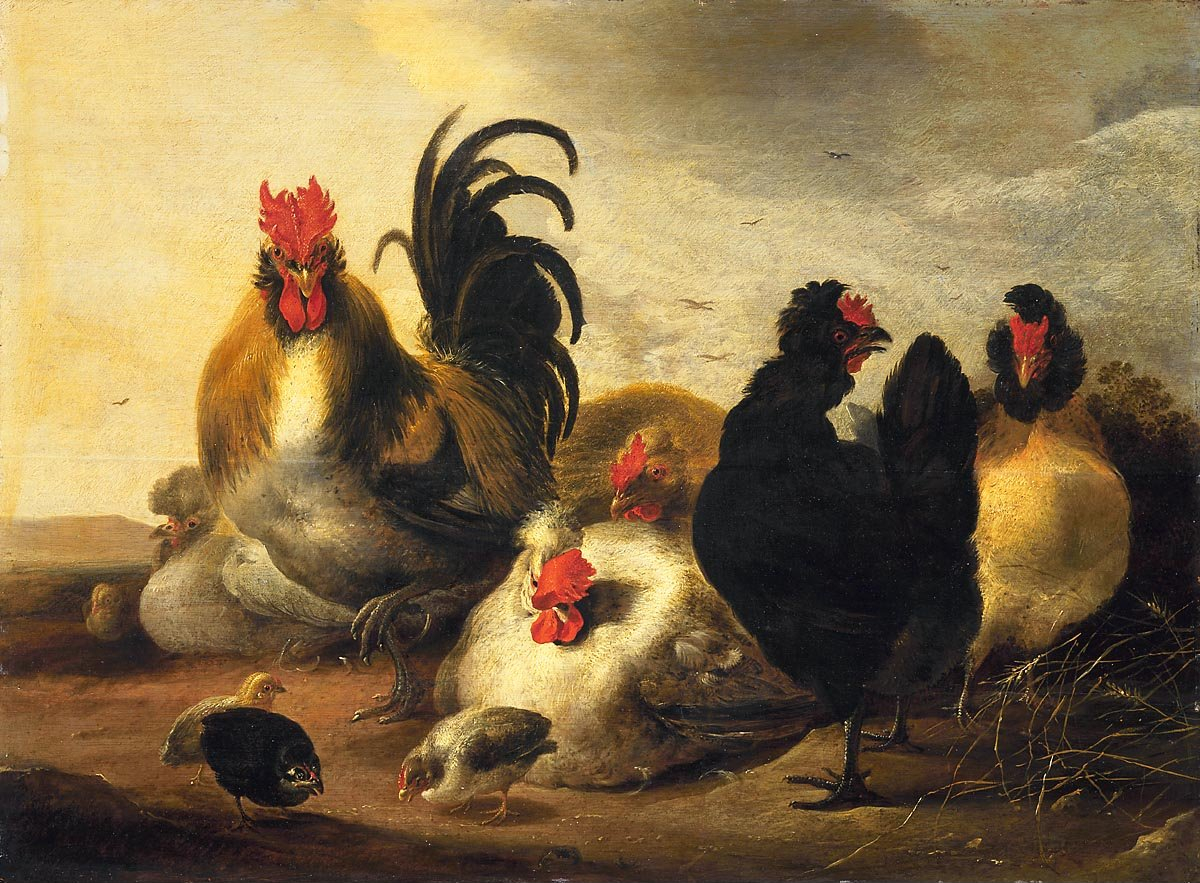
Петух и куры на фоне пейзажа. Ок. 1651. Дерево, масло. Маурицхёйс, Гаага
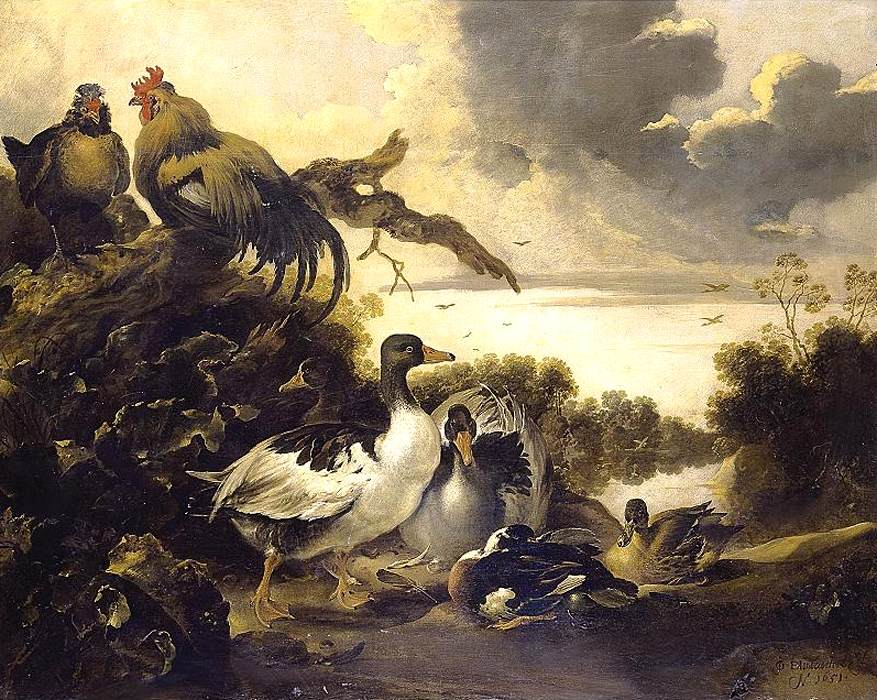
Птицы на берегу реки. 1651. Холст, масло. Частное собрание